# Jordán
Jordán è un comune della Colombia facente parte del dipartimento di Santander.
L'abitato venne fondato da Diego Enrique Meléndez nel 1822.